# Saad Surour
Saad Surour Masoud Surour bin Baniyas (Abu Dhabi, 19 de julho de 1990) é um futebolista profissional emiratense que atua como defensor.

## Carreira
Saad Surour fez parte do elenco da Seleção Emiratense de Futebol da Olimpíadas de 2012.